# 新北市新店區中正國民小學
新北市新店區中正國民小學（Chung Cheng Elementary, Xindian Dist., New Taipei City），簡稱中正國小，是一所位於台灣新北市新店區的國民小學，於民國六十五年創校。

## 象徵

### 校徽
以左橘右紅的心形為基礎，上有左綠右藍之圓圈，心形內有中正二字，表「中正」國民小學之意。

### 校訓
- 中正兒童樂於學習創意多[2]

## 校史

### 歷任校長
- 1976-1983 第一任校長張樂亭
- 1983-1991 第二任校長毛忠武
- 1991-1997 第三任校長蔡清奇
- 1997-2005 第四任校長楊進成
- 2005-2012 第五任校長王全清[3]
- 2012-2019 第六任校長許德田[4]
- 2019- 第七任校長徐韶佑[5]

## 行政單位
| 行 政 單 位 |        |                                                    |
| ----------- | ------ | -------------------------------------------------- |
| 行 政 單 位 | 校長室 | 校長室                                             |
| 行 政 單 位 | 家長會 | 家長會                                             |
| 行 政 單 位 | 學務處 | 內有生活教育組、衛生教育組、體育活動組、學生活動組 |
| 行 政 單 位 | 教務處 | 內有教學組、註冊組、課程研發組、資訊與設備組       |
| 行 政 單 位 | 行政處 | 內有事務管理組、設備管理組、文書管理組、出納管理組 |
| 行 政 單 位 | 輔導處 | 內有諮商輔導組、親職教育組、特殊教育組             |
| 行 政 單 位 | 人事室 | 人事室                                             |
| 行 政 單 位 | 會計室 | 會計室                                             |
| 行 政 單 位 | 幼兒園 | 內有教務組、保育組                                 |
| 行 政 單 位 | 教師會 | 教師會                                             |

## 校內建築
- 中正樓（共6層樓）
- 仰德樓（共5層樓）
- 養正樓（共4層樓）
- 立德樓（共4層樓）
- 自強樓（共4層樓）
- 行健樓（共3層樓）
- 啟蒙樓（共3層樓）

## 交通

### 公車
- 新北市市區公車
  - 中正國小（三民路）[9]：909 、綠13。

### 公共自行車
- 新北市公共自行車租賃系統
  - 中正國小
  - 三民地下停車場

## 學區
- 基本學區：
  - 新德、中央、中正、中華、福民、百忍、百福、新生、福德、中山、和平等里。

- 自由學區：
  - 中山、和平等里（中正、大豐國小自由學區）

## 外部連結
- 新北市立中正國民小學 （页面存档备份，存于）